# Arribes
 (juillet 2018).
Le contenu est difficilement compréhensible vu les erreurs de traduction, qui sont peut-être dues à l'utilisation d'un logiciel de traduction automatique.

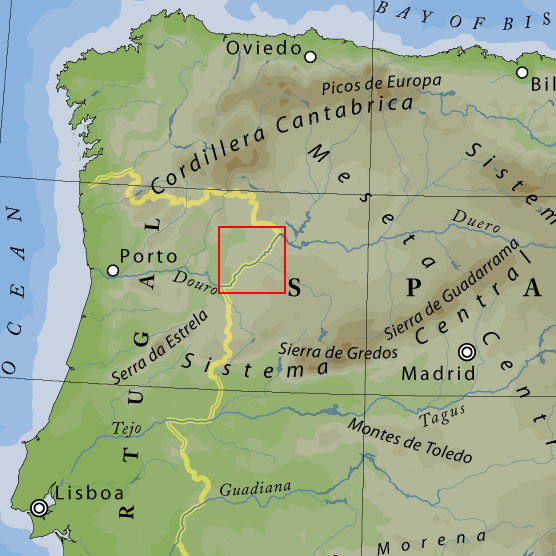
Carte de la zone.

Arribes, arribas ou arribanzos sont les termes en langue léonaise utilisés pour désigner l'accident géographique particulier créé par les fleuves de la zone enclavée entre les provinces espagnoles de Salamanque et Zamora et les districts portugais de Bragance et Guarda. On associe normalement le mot arribes aux arribes du Duero, mais il existe également des arribes de l'Águeda, arribes de l'Esla, arribes de l'Huebra, arribes du Tormes et arribes de l'Uces.
Cette caractéristique géomorphologique commune sur tout le terroir constitue une écorégion, comté naturel ou territoire au rapport économique, culturel et touristique entre ses communes. Il est connu comme « As Arribas » au Portugal, « Las Arribes » en Salamanque et majoritairement comme « Los Arribes » en Zamora, même si dans cette dernière, le terme traditionnel de « Las Arribas » est aussi utilisé. Étant un comté naturel, il n'est pas déterminé combien de municipalités lui appartiennent, les seules bornes établies sont celles des cours des fleuves Duero et Águeda, qui servent de frontière naturelle entre l'Espagne et le Portugal sur à peu près tout le tronçon qui s'écoule dans ce terroir, également connu comme la Vallée du Duero ou celle du Duero International, qui a été protégée et classée en tant que parc naturel d'Arribes du Duero en Espagne et parc naturel du Douro International au Portugal.

## Étymologie
Ce territoire reçoit de nombreuses désignations dans les différents comtés de la zone. Elles sont données à titre populaire et relayées de génération en génération.
Arribes est un mot de la langue asturo-léonaise, avec dérivation étymologique du latin « ad ripa-ae », qui signifie « à côté du rivage ». La façon asturienne « les arribes » était utilisée dans les actuels comtés de Sayago, Aliste et La Ribera, ainsi que dans la zone frontalière portugaise, pour faire référence aux dépressions géographiques du Duero, l'Esla, l'Huebra, le Tormes et l'Uces. La prononciation de l'« e » aurait pu changer à différentes époques de l'histoire entre les phonèmes castillans actuels « a » et « e » ou même en se présentant avec le phonème « ə » ou similaire.

## Géographie

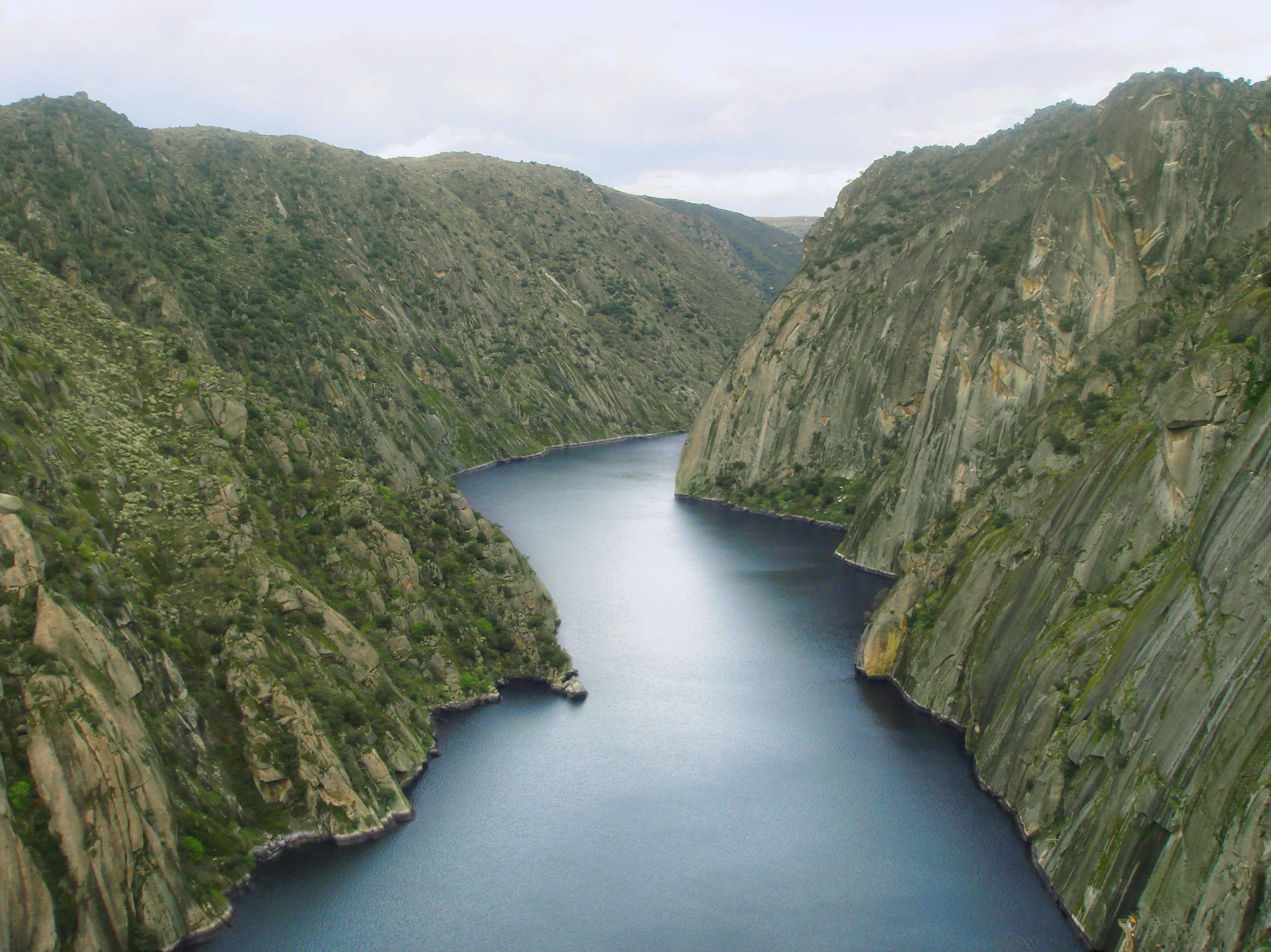
Tronçon des arribes du Duero dans le barrage d'Aldeadávila.

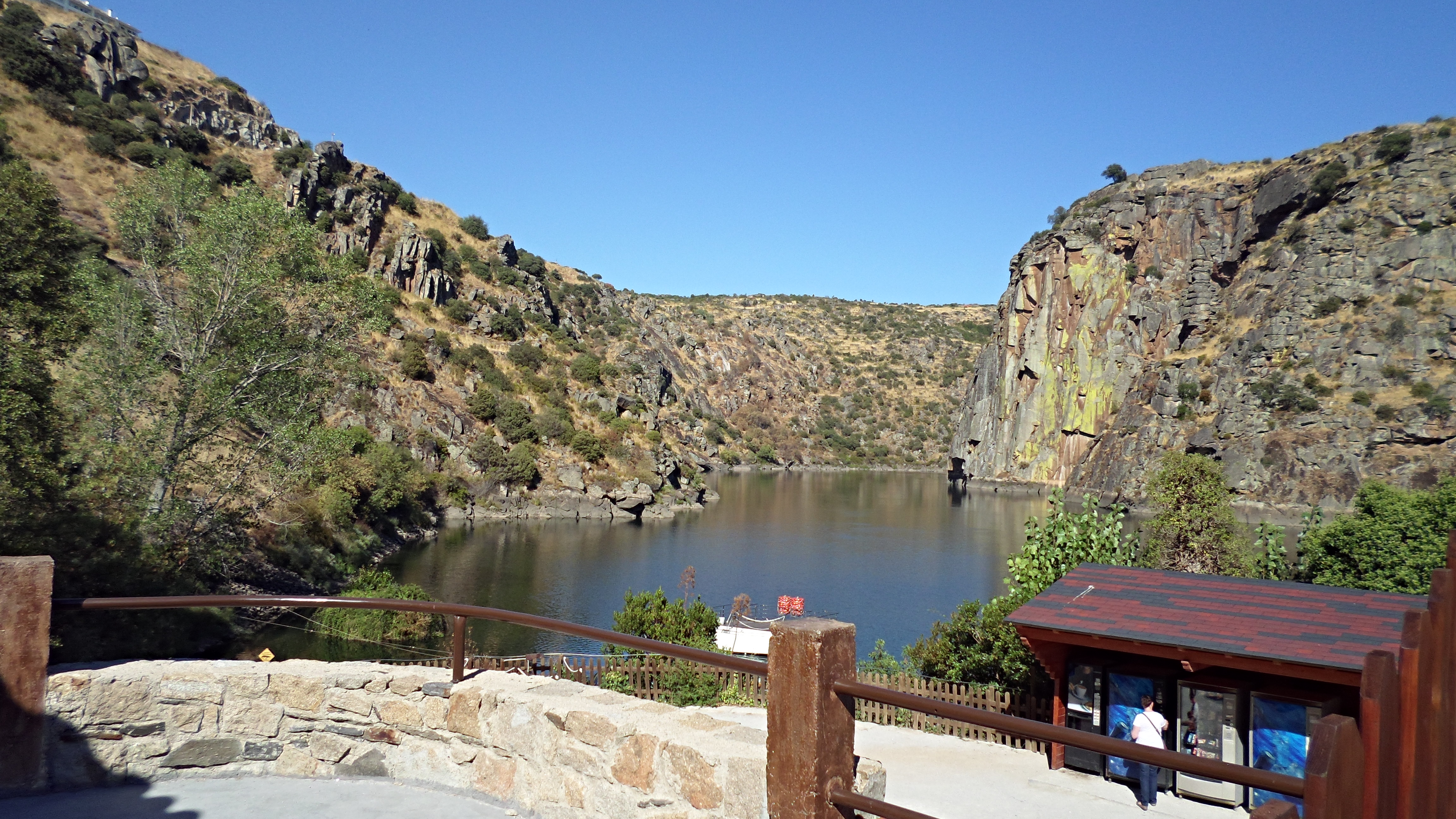
Quai des embarcations touristiques à Miranda do Douro.

Des arribes peuvent être définis comme des vallées creusées par l’érosion millénaire de plusieurs cours d'eau. Il existe des arribes de l'Águeda, arribes du Duero, arribes de l'Esla, arribes de l'Huebra, arribes du Tormes et arribes de l'Uces. Ils présentent une zone de dépression ou de hauteur plus basse et une autre de plaine ou de hauteur plus élevée. Les arribes sont tous deux réunis. Des cours d'eau s'écoulent à travers les zones les plus basses, alors que des établissements humains se situent sur les plaines ou les versants intermédiaires. Seuls le village portugais de Barca d'Alva et les villages espagnols Salto de Aldeadávila, Salto de Castro et Salto de Saucelle se situent auprès des fleuves.
Ces fortes incisions d'eau sur le relief ont servi à définir les frontières internationales, provinciales, municipales et des comtés.

### Arribes du Duero
Le Duero est le protagoniste de la zone. Ses arribes sont les plus connus. Ceux-ci commencent entre les territoires zamorans municipaux d'Almaraz de Duero et Pereruela, et adoucissent leur contour dans la zone de Saucelle jusqu'à arriver à Barca d'Alva. Depuis le barrage de Castro jusqu'à son lien à l'Águeda, tout son cours fluvial fait la frontière naturelle entre l'Espagne et le Portugal. Sur quelques tronçons zamorans et dans la partie salmantine connue comme le cœur des arribes, des dénivellations jusqu'à 400 mètres peuvent être trouvées par rapport à des plaines. Le débit du cours à son passage par ce terroir est le plus haut de son trajet par l'Espagne, grâce au long parcours déjà fait, la pluviosité de la zone et l'apport des eaux de ses affluents Águeda, Esla, Huebra, Tormes et Uces.
Le Duero a toujours été navigable dans tout le tronçon depuis Barca d'Alva jusqu'à Porto, mais il en est aussi maintenant à son passage par des arribes du à qu'il est retenu à Aldeadávila, Bemposta, Castro, Miranda, Picote, Saucelle et Villalcampo. C'est pour cela qu'ils ont bâti le quai de Barca d'Alva, le quai de La Barca à Vilvestre, le quai de la plage de la Congida à Freixo de Espada à Cinta, le quai de Miranda do Douro, le quai de la plage du Rostro à Corporario et le quai de Vega Terrón à La Fregeneda.
Tous sont utilisés pour mener des croisières touristiques.
Actuellement la seule manière de franchir les arribes du Duero, entre Espagne et Portugal c'est à travers les routes sur des barrages de Bemposta, Miranda et Saucelle.
La mairie de Masueco demande, depuis plusieurs années, la construction d'un pont international qui relie cette commune à l'attenante portugaise de Ventozelo. D'après cette institution, cette infrastructure comporterait un important développement économique et transfrontalier dans tout le territoire.
Le tronçon qui ne fait pas frontière entre Espagne et Portugal peut être traversé par le pont de Requejo, qui relie les villages de Villadepera et Pino del Oro. Avant qu'il ne soit bâti, les comtés de Sayago et Aliste n'avaient pas de communication entre elles, c'est ce qui a permis de sauvegarder les différentes mœurs de la zone. Il est aussi possible de franchir ce tronçon par le barrage de Villalcampo.

### Arribes de l'Águeda
L'Águeda commence à s'encaisser sur la zone où le pont des Français se trouve, qu'y relie  les territoires communales de Puerto Seguro et San Felices de los Gallegos. C'est le seul endroit où il est possible de traverser les arribes de l'Águeda, en plus du pont international, situé exactement sur le lieu où l'Águeda se jette au Duero, qui relie le quai de Vega Terrón au hameau portugais de Barca d'Alva. C'est sur cet endroit où il est aussi situé le pont de la ligne désaffectée de voie ferrée entre Pocinho et La Fuente de San Esteban, qui servait à emmener des passagers entre France et Porto, tout en passant par Salamanque.